# La Vierge guerrière
La Vierge guerrière (titre original : War Maid's Choice) est un roman de fantasy de l'écrivain américain David Weber. Paru en 2012, il est le quatrième roman de la série Dieu de la guerre et a été édité en France en deux tomes le 25 novembre 2013,,,.